# Fisayo Dele-Bashiru
Oluwafisayo Faruq Dele-Bashiru, född 6 februari 2001, är en engelsk-nigeriansk fotbollsspelare som spelar för Lazio, på lån från Hatayspor. Hans äldre bror Tom Dele-Bashiru är också fotbollsspelare.

## Karriär
Dele-Bashiru började spela fotboll i Manchester City som åttaåring. I juli 2020 värvades han av Sheffield Wednesday. Dele-Bashiru tävlingsdebuterade den 5 september 2020 som startspelare mot Walsall i Ligacupen. Den 29 september 2020 ligadebuterade Dele-Bashiru i Championship i en 0–2-förlust mot Bristol City, där han blev inbytt i den 68:e minuten mot Isaiah Brown.
Den 6 juli 2023 värvades Dele-Bashiru av turkiska Hatayspor, där han skrev på ett treårskontrakt. Den 6 juli 2023 lånades Dele-Bashiru ut till italienska Lazio på ett säsongslån.

## Karriärstatistik
| Klubb               | Säsong             | Liga               | Liga    | Liga | Nationell cup | Nationell cup | Ligacup | Ligacup | Övrigt  | Övrigt | Totalt  | Totalt |
| Klubb               | Säsong             | Division           | Matcher | Mål  | Matcher       | Mål           | Matcher | Mål     | Matcher | Mål    | Matcher | Mål    |
| ------------------- | ------------------ | ------------------ | ------- | ---- | ------------- | ------------- | ------- | ------- | ------- | ------ | ------- | ------ |
| Manchester City U21 | 2019/2020          | —                  | —       | —    | —             | —             | —       | —       | 4       | 0      | 4       | 0      |
| Sheffield Wednesday | 2020/2021          | Championship       | 8       | 0    | 2             | 0             | 3       | 0       | 0       | 0      | 13      | 0      |
| Sheffield Wednesday | 2021/2022          | League One         | 24      | 1    | 2             | 0             | 1       | 0       | 5       | 0      | 32      | 1      |
| Sheffield Wednesday | 2022/2023          | League One         | 33      | 4    | 4             | 0             | 2       | 1       | 2       | 0      | 41      | 5      |
| Sheffield Wednesday | Totalt             | Totalt             | 65      | 5    | 8             | 0             | 6       | 1       | 7       | 0      | 86      | 6      |
| Hatayspor           | 2023/2024          | Süper Lig          | 36      | 8    | 3             | 1             | —       | —       | 0       | 0      | 39      | 9      |
| Totalt i karriären  | Totalt i karriären | Totalt i karriären | 101     | 13   | 11            | 1             | 6       | 1       | 11      | 0      | 129     | 15     |

1. ↑  Matcher i EFL Trophy
2. ↑  Fyra matcher i EFL Trophy; en match i League Ones playoff.
3. ↑  En match i EFL Trophy; en match i playoff.